# Kalle Holmberg
Pour les articles homonymes, voir Holmberg.
Kalle Holmberg, surnom de Karl Holmberg, né le 3 mars 1993 à Örebro en Suède, est un footballeur international suédois qui joue au poste d'avant-centre au Djurgårdens IF.

## Biographie

### Débuts en Suède
Karl Holmberg débute en club avec le Karlslunds IF (en), un petit club de la région de sa ville natale, Örebro. Il évolue dans les divisions inférieures du football suédois.

### Örebro SK
Holmberg est repéré par le club le plus important de sa région, l'Örebro SK, qui le fait signer en 2011. Il fait ses débuts lors d'une défaite de son équipe 2 buts à 0 contre l'équipe d'Helsingborgs IF, le 28 août 2011 en Allsvenskan. Il inscrit son premier but un an plus tard à quelques jours près, le 31 août 2012, contre Djurgårdens IF. Ce jour-là, il est titulaire mais son but ne change pas le résultat de son équipe, qui s'incline sur le score de 2-3.

### IFK Norrköping
Après cinq années passées sous les couleurs de l'Örebro SK, il s'engage le 28 juillet 2016 avec l'IFK Norrköping, où il poursuit sa progression. Il débute pour son nouveau club le 30 juillet 2016 en championnat contre le GIF Sundsvall, en remplaçant David Moberg Karlsson. Son équipe s'impose par le score de 1-2. Le 24 août 2016, contre le Västerås SK en Svenska Cupen, il est l'auteur d'une belle performance puisqu'il inscrit un but et délivre deux passes décisives, contribuant grandement à la victoire de son équipe sur le score de 0-4.
Le 4 mars 2017 il est l'auteur d'un triplé en coupe de Suède contre l'Halmstads BK. Il délivre également une passe décisive pour David Moberg Karlsson et contribue à la large victoire de son équipe (7-0).
Se révélant comme un très bon buteur dans le championnat suédois, il se distingue lors de la saison 2017 en terminant meilleur buteur du championnat, en inscrivant 14 buts (ex æquo avec Magnus Eriksson).

### Djurgårdens IF
Le 10 janvier 2020 il rejoint librement le Djurgårdens IF. Il joue son premier match sous ses nouvelles couleurs le 22 février 2020, à l'occasion d'un match de Svenska Cupen face au Dalkurd FF. Titulaire lors de cette rencontre, il se distingue en inscrivant son premier but pour le club, participant ainsi à la victoire de son équipe (3-2).

### En sélection nationale
Karl Holmberg, récompensé de ses bonnes performances en club, honore sa première sélection le 7 janvier 2018 contre l'Estonie. A l'occasion de ce match, il marque également son premier but avec la sélection suédoise, mais son équipe ne s'impose pas et le score reste sur un partage des points (1-1).

## Distinction personnelle
- Élu meilleur buteur d'Allsvenskan de la saison 2017 (14 buts)